# Szew czołowo-sitowy

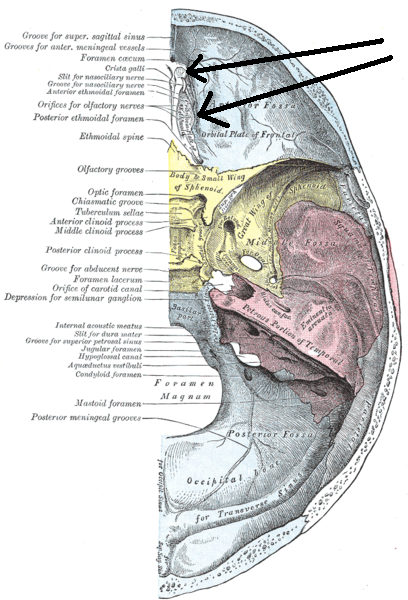
Powierzchnia wewnętrzna podstawy czaszki ludzkiej. Szew czołowo-sitowy oznaczony strzałkami.

Szew czołowo-sitowy (łac. sutura frontoethmoidalis) – szew czaszki łączący kość czołową z kością sitową. Jest szwem liściastym.
U człowieka składa się z dwóch odcinków. Pierwszy łączy brzeg przyśrodkowy części oczodołowej kości czołowej, ograniczający wcięcie sitowe, z brzegiem bocznym blaszki sitowej kości sitowej. Drugi odcinek szwu tworzony jest przez tylną stronę listewki kości czołowej równoległej do brzegu przyśrodkowego jej części oczodołowej i blaszkę oczodołową kości sitowej.